# Vagn Holmboe
Vagn Gylding Holmboe (ur. 20 grudnia 1909 w Horsens, zm. 1 września 1996 w Ramløse) – duński kompozytor.

## Życiorys
W latach 1926–1929 studiował w konserwatorium w Kopenhadze u Knuda Jeppesena i Finna Høffdinga. W 1930 roku był uczniem Ernsta Tocha w Hochschule für Musik w Berline. W 1933 roku poślubił rumuńską pianistkę Metę Graff. Od 1933 do 1934 roku przebywał w Rumunii, gdzie prowadził badania nad muzyką ludową. Po powrocie do Kopenhagi udzielał prywatnie lekcji muzyki, a w latach 1940–1949 był nauczycielem w kopenhaskim instytucie dla niewidomych. Od 1950 do 1965 roku był wykładowcą konserwatorium w Kopenhadze. W latach 1947–1955 pisywał krytyki muzyczne do dziennika Politiken. W 1965 roku otrzymał dożywotnią pensję państwową. 

## Twórczość
W pierwszym okresie twórczości pozostawał pod silnym wpływem muzyki Strawinskiego i stylistyki neoklasycznej, a także Bartóka i bałkańskiej muzyki ludowej. W muzyce symfonicznej kontynuował linię wytyczoną przez Carla Nielsena. Pod koniec lat 40. jego twórczość zdominowała praca motywiczna. Opracował technikę tzw. metamorfoz, polegającą na transformacji delikatnie zarysowanych linii tematycznych. Swój własny język muzyczny wypracował w nawiązaniu do tradycji, odrzucając współczesne trendy w muzyce. Najważniejsze znaczenie ma jego twórczość kameralna.
Był autorem prac Mellempsil (wyd. Kopenhaga 1961) i Det Uforklarlige (wyd. Kopenhaga 1981).

## Ważniejsze kompozycje
(na podstawie materiałów źródłowych)

### Utwory orkiestrowe
- Symfonia koncertująca (1937)
- 10 symfonii (I 1935, II 1939, III Sinfonia rustica 1941, IV z udziałem chóru Sinfonia sacra 1941, V 1944, VI 1947, VII 1950, VIII Sinfonia boreale 1952, IX 1968 zrewid. 1969, X 1971 zrewid. 1972)
- Sinfonia im memoriam (1965)
- metamorfozy symfoniczne: Epitaph (1956), Monolith (1960), Epilogue (1962), Tempo variabile (1971)

### Utwory na orkiestrę smyczkową
- 4 symfonie (I 1957, II 1957, III 1959, IV 1962; wydane zbiorczo pt. Kairos)
- 3 symfonie kameralne (I 1951, II 1968, III Frise 1970)
- Diafora (1974)
- Louisiana Concerto (1977)

### Utwory kameralne
- Concertino na skrzypce, altówkę i orkiestrę smyczkową (1940)
- Concertino nr 2 na skrzypce i orkiestrę smyczkową (1941)
- Symfonisk ouverture na perkusję, fortepian i orkiestrę smyczkową (1941)
- Koncert na fortepian i orkiestrę (1939)
- Koncert na flet, skrzypce i orkiestrę (1940)
- Koncert na klawesyn i orkiestrę (1940)
- Koncert na fortepian, skrzypce, wiolonczelę i orkiestrę (1942)
- Koncert na altówkę i orkiestrę (1943)
- Koncert na obój i orkiestrę (1945)
- Sinfonia concertante (1945)
- Koncert na skrzypce, altówkę i orkiestrę (1946)
- Koncert na trąbkę i orkiestrę (1948)
- Koncert na puzon i orkiestrę (1950)
- Koncert na obój, altówkę i fortepian (1956)
- 2 koncerty skrzypcowe (I 1938, II 1979)
- Koncert wiolonczelowy (1974)
- Koncert na flet prosty i orkiestrę smyczkową z czelestą i wibrafonem (1974)
- Koncert fletowy (1975)
- Koncert na tubę (1976)
- 15 kwartetów smyczkowych (I 1941, II 1949, III 1949, IV 1950, V 1954 zrewid. 1956, VI 1955, VII 1961, VIII 1965, IX 1965, X 1966 zrewid. 1969, XI 1969, XII Quartetto rustico 1972, XIII 1973, XIV 1975, XV 1975)
- 4 tria smyczkowe (1930–1932)
- Serenade na klarnet, fortepian i kwartet smyczkowy (1936)
- Kwintet na flet, obój, klarnet, skrzypce i altówkę (1936)
- Notturno na kwintet dęty (1940)
- 2 Aspekter na kwintet dęty (1957, 1962)
- Serenade na flet, fortepian, skrzypce i wiolonczelę (1940)
- Isomeric na 2 skrzypiec i fortepian (1951)
- Primavera na flet, skrzypce, wiolonczelę i fortepian (1951)
- Trio fortepianowe (1954)
- Quartetto medico na flet, obój, klarnet i fortepian (1956)
- Tropos na 2 skrzypiec, 2 altówki i wiolonczelę (1960)
- Kwartet na flet, skrzypce, altówkę i wiolonczelę (1966)
- Trio na flet, wiolonczelę i fortepian (1968)
- Musik til Morten na obój i kwintet smyczkowy (1970)
- Fanden løs i Vildmosen na klarnet, 2 skrzypiec i kontrabas (1971)
- Musik for fugle og frøer na 2 flety i 16 fagotów (1971)
- Ondata na 6 perkusji (1972)
- Sekstet na flet, klarnet, fagot, skrzypce, altówkę i wiolonczelę (1973)
- Triade na trąbkę i organy (1975)
- Nuigen na trio fortepianowe (1976)
- Firefir na 4 flety (1977)
- Ondata 2 na 8 perkusji (1978)
- 3 sonaty na skrzypce i fortepian (I 1935, II 1939, III 1968)
- Sonatina capricciosa na flet i fortepian (1942)
- Sonatina na obój i fortepian (1966)
- Sonata na skrzypce i altówkę (1963)
- sonaty solowe: na flet (1957), na kontrabas (1962), na wiolonczelę (1969)

### Utwory fortepianowe
- Allegro affetuoso (1931)
- Rumænsk suite (1937)
- Dansk suite (1938)
- Sonatina briosa (1941)
- Suono na bardo (1950)
- 2 Moto austero (1965, 1972)
- I venti (1972)

### Utwory organowe
- Fabula I (1972)
- Fabula II (1973)
- Contrasti (1972)

### Utwory wokalno-instrumentalne
- Requiem na solistów, chór i orkiestrę (1931)
- Provinsen na solistów, chór, flet, obój, skrzypce i wiolonczelę (1931)
- Psalm LXII (1937)
- Arhundredstjernen na baryton, chór i orkiestrę (1946)
- Liber canticorum (I 1952, II 1953, III 1953, IV 1953, V 1967)
- 3 pieśni eskimoskie na baryton, chór męski i kotły (1956)
- Requiem for Nietzsche na tenora, baryton, chór i orkiestrę do słów Thorkilda Bjørnviga (1964)
- Zeit na alt i kwartet smyczkowy (1960)
- Cantata profana „Frise” (1970)
- Edward na baryton i orkiestrę (1971)
- The Wee, Wee Man na tenora i orkiestrę (1971)
- Die Erfullung na sopran, baryton, 2 chóry i 9 instrumentów dętych (1990)

### Opery
- Fanden og borgemesteren, libretto Walter Kolbenhoff (1940)
- Lave og John, libretto L. Thorbjørnsson (1948)
- opera kameralna Kniven, libretto kompozytora (1959–1960)
- śpiewogra radiowa Fløjten, libretto Per Gudmundsen (1946)

### Balet
- Den galsindede tyrk, libretto według Axela Salto (1942–1944)